# My So-Called Life
My So-Called Life (în română: Așa-zisa mea viață) este un serial de televiziune american pentru adolescenți, creat de  Winnie Holzman și produs de Edward Zwick și Marshall Herskovitz. A avut difuzarea originală pe postul ABC între 25 august 1994 și 26 ianuarie 1995. A fost distribuit de The Bedford Falls Company împreună cu ABC Productions. Plasat în suburbia fictivă Three Rivers de lângă Pittsburg, Pennsylvania, serialul urmărește viețile tulburate ale unui grup de adolescenți, în mijlocul căruia se află protagonista Angela Chase, interpretată de Claire Danes.
Serialul s-a încheiat după 19 episoade cu un episod cliffhanger, cu speranța că va fi extins pentru un al doilea sezon. A fost însă anulat oficial în data de 15 mai 1995, în ciuda criticilor pozitive pe care le-a primit de-a lungul difuzării. Seria a fost apreciată pentru modul realistic în care a portretizat personajele centrale și pentru scenariu. În 1995, Danes a câștigat Globul de Aur pentru cea mai bună actriță de televiziune (dramă). Serialul este de asemenea creditat pentru lansarea actorilor Jared Leto și Wilson Cruz.

## Temele serialului
My So-Called Life a abordat subiecte serioase ale anilor '90, precum abuzul asupra copiilor, homofobia, alcoolismul, lipsa unui cămin, adulterul, violența la școală, cenzura și consumul de droguri. Titlul seriei face aluzie la modul în care liceenii văd viața ca fiind fără însemnătate, serialul înrămând adolescența ca o perioadă dificilă și confuză.

## Personaje
„Sunt îndrăgostită. Numele lui este Jordan Catalano. A fost lăsat repetent, de două ori. Odată aproape că i-am atins umărul în mijlocul unui test. Întotdeauna își închide ochii, ca și cum l-ar durea să se uite la lucruri.”—Angela Chase, My So-Called Life, episodul 1
- Angela Chase, interpretată de Claire Danes, este o elevă de clasa a X-a și personajul principal al serialului. Angela are 15 ani și studiază la Liceul Liberty din Three Rivers, Pennsylvania, o suburbie fictivă a orașului Pittsburgh. Angela este concentrată pe descoperirea și consolidarea identității sale. Ca să facă acest lucru, se îndepărtează de familie și de prietenii săi din copilărie, Sharon Cherski și Brian Krakow. În locul lor, Angela îi găsește pe Rayanne Graff și Rickie Vasquez. Angela are un crush pe Jordan Catalano, un elev repetent pe care îl admiră de la distanță; cei doi urmează să se întâlnească și în final, să se despartă. Angela este deseori părtașa unor situații și evenimente periculoase, în fața cărora rămâne cu capul pe umeri. Ea narează prin voice-over 17 din cele 19 episoade ale seriei.
- Patricia "Patty" Chase, interpretată de Bess Armstrong, este mama lui Angela. Patty este persoana care câștigă cel mai mult din familia Chase, la începutul seriei angajându-și chiar soțul, Graham Chase, să lucreze pentru ea. Patty are o relație cu suișuri și coborâșuri cu fiica sa, Angela. În trecut, Patty a câștigat titlul de Regină a Balului, triumf ce o amăgește pe Angela, ea criticându-se constant pentru modul în care arată. Patty este încăpățânată și ține la valorile proprii, lucru care o face să intre în conflict cu mama libertină a lui Rayanne.
- Rayanne Graff, interpretată de A. J. Langer, este noua prietenă cea mai bună a lui Angela. Este rebelă și aprigă la mânie. Rayanne vine dintr-o familie monoparentală (mama sa, Amber, este interpretată de Patti D'Arbanville). În episodul "Other People's Mothers", adicția lui Rayenne este descoperită când aceasta ajunge în pragul unei supradoze de alcool și droguri la propria petrecere.
- Jordan Catalano, interpretat de Jared Leto, este iubitul lui Angela. Este un băiat rebel, arătos, el ascunzându-și lipsurile academice cu reputația de băiat rău. Jordan a fost lăsat repetent de două ori și este aproape analfabet. Are o relație instabilă cu Angela, căreia îi dezvăluie latura sa sensibilă. Jordan și Rayenne trădează prietenia cu Angela în episodul "Betrayal". Cei doi se îmbată și fac sex în mașina lui Jordan.
- Enrique "Rickie" Vasquez, interpretat de Wilson Cruz, este cel mai bun prieten (dintre băieți) al lui Rayenne. Are 15 ani și este crescut de unchiul său, care îl abuzează fizic și emoțional. Rickie este gay. El se machiază cu dermatograf, poartă haine stridente și preferă să stea în baia fetelor alături de Rayenne și Angela. Când unchiul său îl dă afară din casă, Rickie este găzduit pentru o perioadă de familia Chase. Este apoi luat în grija profesorului său de engleză, Richard Katimski (interpretat de Jeff Perry), care îi devine mentor.
- Brian Krakow, interpretat de Devon Gummersall, este prietenul din copilărie și vecinul lui Angela. Are un crush neîmpărtășit pentru Angela, pe care o ajută cu temele. Brian este un elev activ, dar care, în ciuda coeficientului său de inteligență, duce lipsa prietenilor, el fiind antisocial. Ceilalți adolescenți tind să-l abordeze doar atunci când au nevoi legate de școală. Episodul „Life of Brian” este prezentat din perspectiva sa.
- Sharon Cherski, interpretată de Devon Odessa, a fost cea mai bună prietenă a lui Angela, până când aceasta s-a apropiat de Rayenne. Sharon este pedantă, draguță, conformistă și orientată pe școală. Valorile și credințele sale sunt puse la îndoială pe parcursul seriei, ea învățând să fie mai deschisă la minte.
- Danielle Chase, interpretată de Lisa Wilhoit, este sora mai mică a lui Angela. Aceasta simte că este ignorată de propria familie, atenția părinților propagându-se mai mult pe Angela. Danielle narează penultimul episod al seriei, intitulat „Weekend”.
- Graham Chase, interpretat de Tom Irwin, este tatăl lui Angela. Bucătarul casei, Graham este un părinte îngăduitor care se confruntă cu rolul ocupat în cadrul familiei sale. În episodul pilot al serialului, Angela se întoarce acasă de la o petrecere și îl vede pe tatăl său sărutând o femeie străină. Mai târziu, Graham și Patty iau lecții de dans ca să-și revitalizeze mariajul.
- Tino este menționat în aproape fiecare episod dar nu este văzut niciodată, personajul fiind folosit ca running joke de-a lungul serialului. Este prietenul lui Jordan și al lui Rayanne și solistul trupei Frozen Embryos.

## Episoade
| Nr. | Titlu                              | Regizat de          | Scris de                      | Data difuzării     | Cod de producție |
| --- | ---------------------------------- | ------------------- | ----------------------------- | ------------------ | ---------------- |
| 1   | „Pilot”                            | Scott Winant        | Winnie Holzman                | 25 august 1994     | 59300            |
| 2   | „Dancing in the Dark”              | Scott Winant        | Winnie Holzman                | 1 septembrie 1994  | 59301            |
| 3   | „Guns and Gossip”                  | Marshall Herskovitz | Justin Tanner                 | 8 septembrie 1994  | 59302            |
| 4   | „Father Figures”                   | Mark Rosner         | Winnie Holzman                | 15 septembrie 1994 | 59303            |
| 5   | „The Zit”                          | Victor DuBois       | Betsy Thomas                  | 22 septembrie 1994 | 59304            |
| 6   | „The Substitute”                   | Ellen S. Pressman   | Jason Katims                  | 29 septembrie 1994 | 59305            |
| 7   | „Why Jordan Can't Read”            | Mark Piznarski      | Liberty Godshall              | 6 octombrie 1994   | 59307            |
| 8   | „Strangers in the House”           | Ron Lagomarsino     | Jill Gordon                   | 20 octombrie 1994  | 59308            |
| 9   | „Halloween”                        | Mark Piznarski      | Jill Gordon                   | 27 octombrie 1994  | 59401            |
| 10  | „Other People's Mothers”           | Claudia Weill       | Richard Kramer                | 3 noiembrie 1994   | 59306            |
| 11  | „Life of Brian ”                   | Todd Holland        | Jason Katims                  | 10 noiembrie 1994  | 59402            |
| 12  | „Self-Esteem ”                     | Michael Engler      | Winnie Holzman                | 17 noiembrie 1994  | 59403            |
| 13  | „Pressure”                         | Mark Piznarski      | Ellen Herman                  | 1 decembrie 1994   | 59404            |
| 14  | „On the Wagon”                     | Jeff Perry          | Elizabeth Gill                | 8 decembrie 1994   | 59405            |
| 15  | „So-Called Angels”                 | Scott Winant        | Winnie Holzman & Jason Katims | 22 decembrie 1994  | 59406            |
| 16  | „Resolutions”                      | Patrick R. Norris   | Ellen Herman                  | 5 ianuarie 1995    | 59407            |
| 17  | „Betrayal”                         | Mark Piznarski      | Jill Gordon                   | 12 ianuarie 1995   | 59408            |
| 18  | „Weekend”                          | Todd Holland        | Adam Dooley                   | 19 ianuarie 1995   | 59409            |
| 19  | „In Dreams Begin Responsibilities” | Elodie Keene        | Winnie Holzman                | 26 ianuarie 1995   | 59410            |

## Coloană sonoră
Atlantic Records a lansat un soundtrack al serialului pe 25 august 1994. Albumul a fost relansat pe 24 ianuarie 1995.  
| My So-Called Life (Music from the Television Series) |                           |                     |         |  |
| Nr.                                                  | Titlu                     | Artiști             | Lungime |  |
| 1.                                                   | „Make It Home”            | Juliana Hatfield    | 4:44    |  |
| 2.                                                   | „Soda Jerk”               | Buffalo Tom         | 4:26    |  |
| 3.                                                   | „Genetic”                 | Sonic Youth         | 3:46    |  |
| 4.                                                   | „Petty Core”              | Further             | 3:46    |  |
| 5.                                                   | „Drop a Bomb”             | Madder Rose         | 2:11    |  |
| 6.                                                   | „Fountain and Fairfax”    | Afghan Whigs        | 4:21    |  |
| 7.                                                   | „South Carolina”          | Archers of Loaf     | 3:30    |  |
| 8.                                                   | „Dawn Can't Decide”       | The Lemonheads      | 2:19    |  |
| 9.                                                   | „The Book Song”           | Frente!             | 2:40    |  |
| 10.                                                  | „Come See Me Tonight”     | Daniel Johnston     | 1:59    |  |
| 11.                                                  | „My So-Called Life Theme” | W. G. Snuffy Walden | 1:12    |  |
| Lungime totală:                                      | Lungime totală:           | Lungime totală:     | 34:54   |  |